# نجرار
نجرار (به ایتالیایی: Negrar) یک کومونه در ایتالیا است که در استان ورونا واقع شده‌است. نجرار ۴۰٫۵ کیلومتر مربع مساحت و ۱۷٬۱۱۹ نفر جمعیت دارد و ۱۹۰ متر بالاتر از سطح دریا واقع شده‌است.